# 크리스토퍼 로포드
크리스토퍼 케네디 로퍼드(영어: Christopher Kennedy Lawford, 1955년 3월 29일 ~ 2018년 9월 4일)는 미국의 작가, 배우, 사회운동가였다.

## 출연 작품
- 슬립스트림 (2007년)
- 세상에서 가장 빠른 인디언 (2005년) - 짐 모펫 역
- 터미네이터 3 - 라이즈 오브 더 머신 (2003년)
- 포세이돈 (2002년)
- 포플레이 (2001년) - 데이비스 역
- D-13 (2000년)
- 6번째 날 (2000년)
- 섹스 몬스터 (1999년)
- 위트니스 맙 (1998, Witness to the Mob)
- 키스 미, 귀도 (1997년)
- 드렁크 (1995년)
- 블랭크맨 (1994년)
- 잭 더 베어 (1993년)
- 도어즈 (1991년) - 뉴욕 저널리스트 역
- 표적 (1991년)
- 철혈여경 (1990년)
- 악령의 꽃 (1988년)
- 미스터 노스 (1988년)

## 같이 보기
- 케네디가의 저주